# 衝動買い
衝動買い（しょうどうがい）は、買う予定が無かった品をその場の欲しいという気持ちだけで熟慮せず買ってしまうこと。

## 類型
消費者の購入意思決定のタイミングを入店前/後で二分し、入店前に特定のブランドや商品カテゴリを決めその予定通りに購入する行為は「計画購買」、逆に入店後の店内の刺激に誘発され予定に無かった商品を購入する行為は「非計画購買」と呼ばれ、後者は広義の「衝動買い」に相当する。
購買行動分析の草分けの一人であるホーキンズ・スターンは、非計画購買を衝動買い (impulse buying) とほぼ同義としつつ、それを以下の4つに類型化した。
- 純粋衝動購買 - 新奇性などに惹かれた、純粋に衝動的なもの
  - 「何このバッグ！？ 可愛い！ 欲しい！」
- 想起的衝動購買 - 家での在庫切れなどを思い出して引き起こされるもの
  - 「そういえばトイレットペーパーが切れかけてたな。」
- 提案受容型衝動購買 - その品の事前知識無しに、店内の刺激で購買するもの
  - 「お客様、スーツをお求めなら、このネクタイもいかがで。」「おっ、これはいいね！」
- 計画的衝動購買 - 購入を考えつつ来店し、特売などの条件によって実際に購買を決めるもの
  - 「歳末セールで3割引きになってるぞ。これは買い時だ。」

真に衝動的感情に突き動かされているという点では、純粋衝動購買と提案受容型衝動購買こそ狭義の衝動買いと解釈しうるだろう。
また、スターンのモデルを踏まえつつ青木幸弘が次のように改めた非計画購買の類型化もよく知られている。
- 想起購買 - 入店時には忘却していた必要性が店内の刺激で想起されたもの
  - 「あ、ぼた餅を売ってる。そういえば明日はお彼岸だった。」
- 関連購買 - 購入した他の商品の関連性から必要性が認識されたもの
  - 「カメラを買うとなると、メモリカードも揃えないとな。」
- 条件購買 - 来店時の漠然とした購買意図が、価格など店内での情報を元に購買へ結び付くもの
  - 「タイムセール中かぁ。夕飯のおかずはこれにしちゃおう。」
- 衝動購買 - 上記に属さない、真に衝動的なもの
  - 「何このバッグ！？ 可愛い！ 欲しい！」

この場合ならば最後の衝動購買が、世にいう真の意味での「衝動買い」に該当すると言えるだろう。
いずれにせよ消費者の購買行動を分析する際、非計画購買イコール衝動買いとしてしまうと購買行動全体に占めるその割合が高くなりすぎ、解明すべきポイントが曖昧になりがちなので留意が必要である。

## 消費者にとって
衝動買いの実行は、その人の所持金額、時間、精神的・肉体的努力に依存し、特に気分の高揚やストレスの存在は衝動買いを促進させる。その点で、衝動買いは単なる消費行動というよりは、幸福感・充足感を与える一種の娯楽という性質も持っている。
衝動買いは、「後悔」や「無駄遣い」を連想させる好ましくない行為、非合理的で未熟な行為と世間一般からみなされる事が多い。実際に多くの消費者が衝動買いを我慢しようという意識を持っており、衝動買いは自制心と表裏一体という側面がある。衝動買いに陥りやすい多重債務者を研究したケースでは、自制心の低さ、将来より今という価値観、破滅性・自暴自棄性、判断力欠如といった個人的特性が挙げられている。
女性は男性よりも衝動買いしやすく、特に子育て中の主婦はその傾向が強まる。また新奇性や驚きといった快楽傾向の強い人も衝動買いしやすい。

### 非計画購買の割合
商品カテゴリにもよるが、非計画購買という括りで見ると、それは計画購買に比べてかなり高い比率を占めていることが多くの調査で確かめられている。
日本のような成熟経済下の社会では生活必需品が既に行き渡り、その上でさらにモノがあふれ商品の選択肢が多様にあるため、気まぐれな非計画購買は多くなる。特に近年の消費者は情報化社会による情報の氾濫に直面し、商品・サービスを生真面目に取捨選択する労力コストの高さに辟易しており（いわゆる情報過負荷状態）、多くの商品カテゴリで計画購買の割合が減りつつある。

## 小売店にとって
店舗における非計画購買の割合の高さを鑑みれば、来店客をいかに上手く衝動買いへ誘導するかは売上改善のために重要な課題である。特にスーパーなどの非専門品小売業では、非計画購買への対応の重要度は高まる。
衝動買いは客の心を高揚させるため、結果的に衝動買いの体験そのものが商品と言える場合もある。

### 実店舗
気分の高揚といった来店客のポジティブな感情が衝動買いと関係していることは既に実証されており、多くの店舗がそれに基づいた様々な販促活動を行なっている。
店内の商品配置のセオリーとして、目的買いの商品（客がそれを目あてに来る商品）は店の奥に、衝動買いさせたい商品は客の目につきやすい場所に置くというものがあり、後者では特に店舗に入ってすぐのスペースが最重要で、そこで何らかの形で来店客に高揚感を感じさせられれば、その購買欲を無意識に刺激できる。例えば、スーパーが入口近くに季節の花や色鮮やかなフルーツを並べて華やかさを演出したり、多くのデパートが路上から目につきやすい1階にアクセサリーや季節の小物、化粧品などを配置しているのも、女性客の衝動買いを誘うためである。コンビニなどの小売店では、レジ脇やその周囲も、衝動買いの喚起に重要なエリアである。
数量の限定性（例:「限定XX台」）、期間の限定性（例:「セール最終日」）、特典の限定性（例:「購入頂いた方のみXXを進呈」）を訴えるキーワードは客に切迫感を与えて特に衝動買いを煽りやすく、これは珍しくて入手困難なものを相対的に高く評価してしまう「希少性の原理」の観点から説明されている。また、音楽、色調、香りなど、店舗全体から受ける刺激が強いほど衝動買いを誘発しやすいという事例研究があるが、これは強い刺激が客の覚醒水準を高め、結果的に心的資源を浪費させ、ひいては自制心の低下につながるからだと説明されている。

### オンライン・ショップ
オンライン・ショップは、多くが検索機能を備え、価格やスペックなどの比較がし易く、口コミなどの評判も参照できるため、じっくり商品・サービスを吟味する計画購買と相性が良いと一般に考えられている。
しかし商品・サービスの検索と購入が同一デバイス上で可能となったことで、AIDMA（認知→関心→欲求→記憶→行動）プロセスの最初と最後がほぼ同時に起こるとことが多くなり、Google はこの現象が趣味品に限らず日用品にも広く見られることから「衝動買い」とは敢えて呼ばず「パルス消費」と名付け、オンライン上での消費行動を理解する汎用的フレームワークとした。そこにおいて消費者は、情報を検索し (explore)、潜在的に求めていたメッセージと出会い (hit)、直感センサーに従って購入する (decision)。そして、ここでいう直感センサーを反応させ得る商品のメッセージ（アフォーダンス）として、「Safefy」（安全・安心）、「For me」（自分の価値観への適合）、「Cost save」（廉価）、「Follow」（第三者による推奨）、「Adventure」（新奇性）、「Power save」（購買の労力削減）を挙げた。

## 研究史
衝動買いは、人間は経済的合理性に基づいて行動するものだという「ホモ・エコノミクス」を前提とした標準経済学では説明困難な現象であり、古くて新しい研究テーマである。
衝動買いの研究は、特に1950年代以降のアメリカで盛んに行なわれてきたが、その初期の段階では衝動買いと非計画購買は同義として扱われていた。デュポンは1935年からスーパーマーケットの客を対象とした調査を大規模・継続的に行ない、入店時の購買計画と退店時の購買内容を突き合わせることで非計画購買の割合を調べた。そして非計画購買の割合の高さがデータから実証されるようになると、非計画購買を喚起する店頭での販売戦略への関心が高まった。
一般に非合理的行動とされる非計画購買だが、スターン (1962) はそれをマス・マーチャンダイズにおけるむしろ効率的・合理的な購買行動と位置づけ、青木 (1989) も非計画購買は店舗内での不確実な買い物環境への適応行動だと指摘した。
バウマイスター (2002) は「自己制御資源モデル」により、衝動買いの心理的メカニズムを説明した。すなわち（長期的な）目標を達成するため自己の行動を律する際には「制御資源」という心的資源が消耗され、それが枯渇することによる自己統制の失敗が衝動買いの重要な一因になるとした。
臨床心理学において衝動買いは、衝動的行動が望ましくない結果をもたらすものとして未熟で非合理的な行ないとみなされており、その捉え方は青木の類型化でいう衝動購買に近い。
社会心理学において衝動買いは、財産を増やしたいという長期目標とは相反する衝動をいかにコントロールするか、という観点から研究され得る。